# Église St James (Spanish Place)

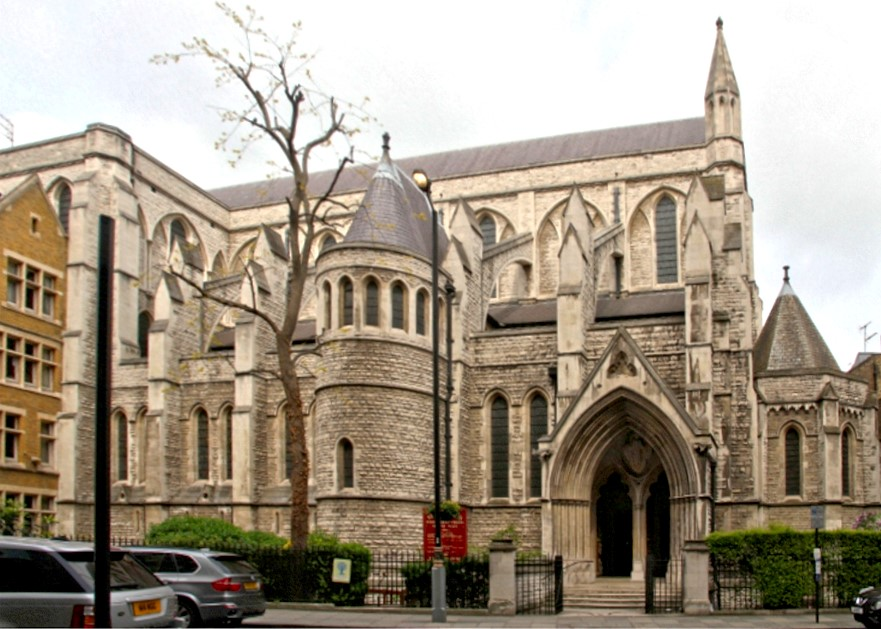
Façade donnant sur Blandford Street (Spanish Place)

L'église St James de Spanish Place, dans le quartier de Marylebone à Londres, est une église catholique située dans la cité de Westminster. Elle est de style néogothique et monument classé de Grade II*. Elle possède une entrée sur Blandford Street (Spanish Place) et une entrée sur George Street. L'église est consacrée à saint Jacques le Majeur (James en anglais), patron des pèlerins et du royaume d'Espagne, avec lequel l'église entretient des liens historiques.

## Site
L'église donne sur Blandford Street et George Street (Marylebone), derrière la Wallace Collection et à proximité de Marylebone High Street.

## Histoire

Croix de saint Jacques, emblème de l'Ordre de Santiago.

Sous le règne d'Élisabeth Ire, les évêques d'Ely louent leur palais et leur chapelle d'Ely Place à Londres à l'ambassadeur d'Espagne. Ils sont à la disposition des hauts représentants de la cour d'Espagne jusqu'au règne de Charles Ier d'Angleterre. La chapelle (aujourd'hui église St Etheldreda) était l'un des rares lieux de culte catholique de Londres à être ouverts aux fidèles catholiques.
Après la restauration de Charles II d'Angleterre, l'ambassade d'Espagne est rétablie à Londres, d'abord à Ormond Street, puis à Hertford House (Manchester Square), où se trouve aujourd'hui la Wallace Collection. C'est ici qu'en 1793-1796, peu de temps après le Roman Catholic Relief Act de 1791 qui allège les sanctions infligées aux catholiques, qu'une chapelle est construite selon les plans dey Joseph Bonomi, au coin de Spanish Place et de Charles Street (aujourd'hui George Street). La chapelle est construite grâce au soutien du chapelain de l'ambassade, Mgr Thomas Hussey. La plupart des objets liturgiques et des objets de piété de l'église actuelle proviennent de cette ancienne chapelle. Les liens officiels de la chapelle et de l'ambassade d'Espagne cessent en 1827 et elle dépend directement du vicariat apostolique de Londres.
Les paroissiens de cette église n'ont jamais oublié leur dette envers l'Espagne grâce à laquelle la présence catholique a pu être maintenue à Londres dans les moments de tourment. On remarque par exemple que les couleurs d'Alphonse XIII sont représentées au-dessus de la porte de la sacristie. Les liens de la paroisse avec l'ambassade d'Espagne sont encore forts aujourd'hui même s'ils ne sont plus officiels.
Comme l'ancienne chapelle se trouvait sur un terrain loué, il est décidé d'en faire construire une nouvelle en pleine propriété à partir de 1827. Un terrain est trouvé juste en face pour trente mille livres sterling. L'architecte Edward Goldie, arrière-petit-fils de Joseph Bonomi, remporte le concours. La nouvelle église ouvre ses portes le jour de la Saint-Michel (29 septembre 1890) .
L'église n'est consacrée que le 28 juillet 1949, car il fallait alors que tous les emprunts contractés pour son édification soient intégralement remboursés pour que la cérémonie ait lieu. Celle-ci est célébrée par Mgr George Craven, recteur de l'église, qui a donc le rare privilège de consacrer sa propre église. La plupart des archives de l'ancienne chapelle ont été transférées en Espagne, mais les registres de baptêmes et de mariages (remontant à 1732) ont été conservés par la paroisse.

## Architecture

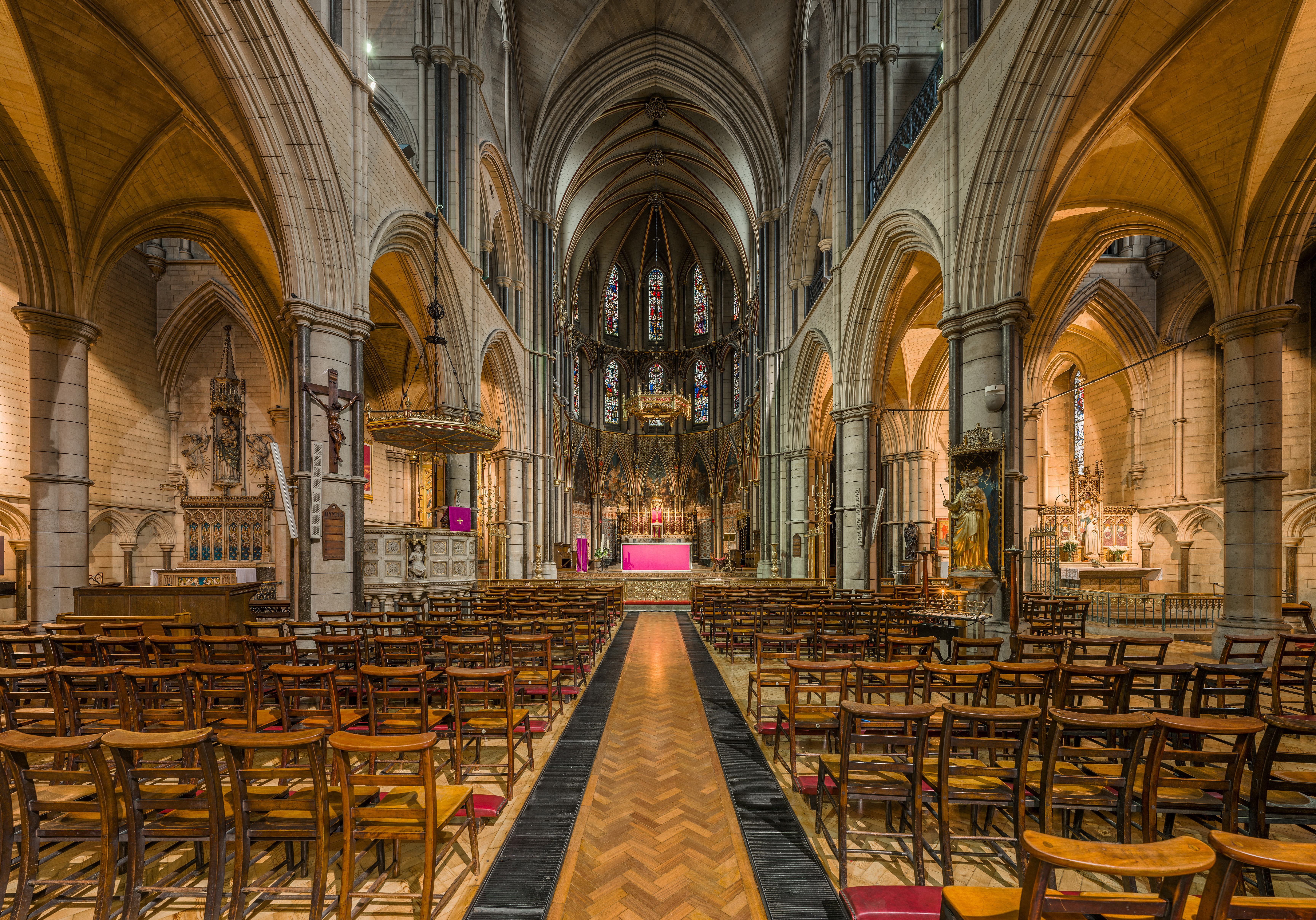
Intérieur de l'église

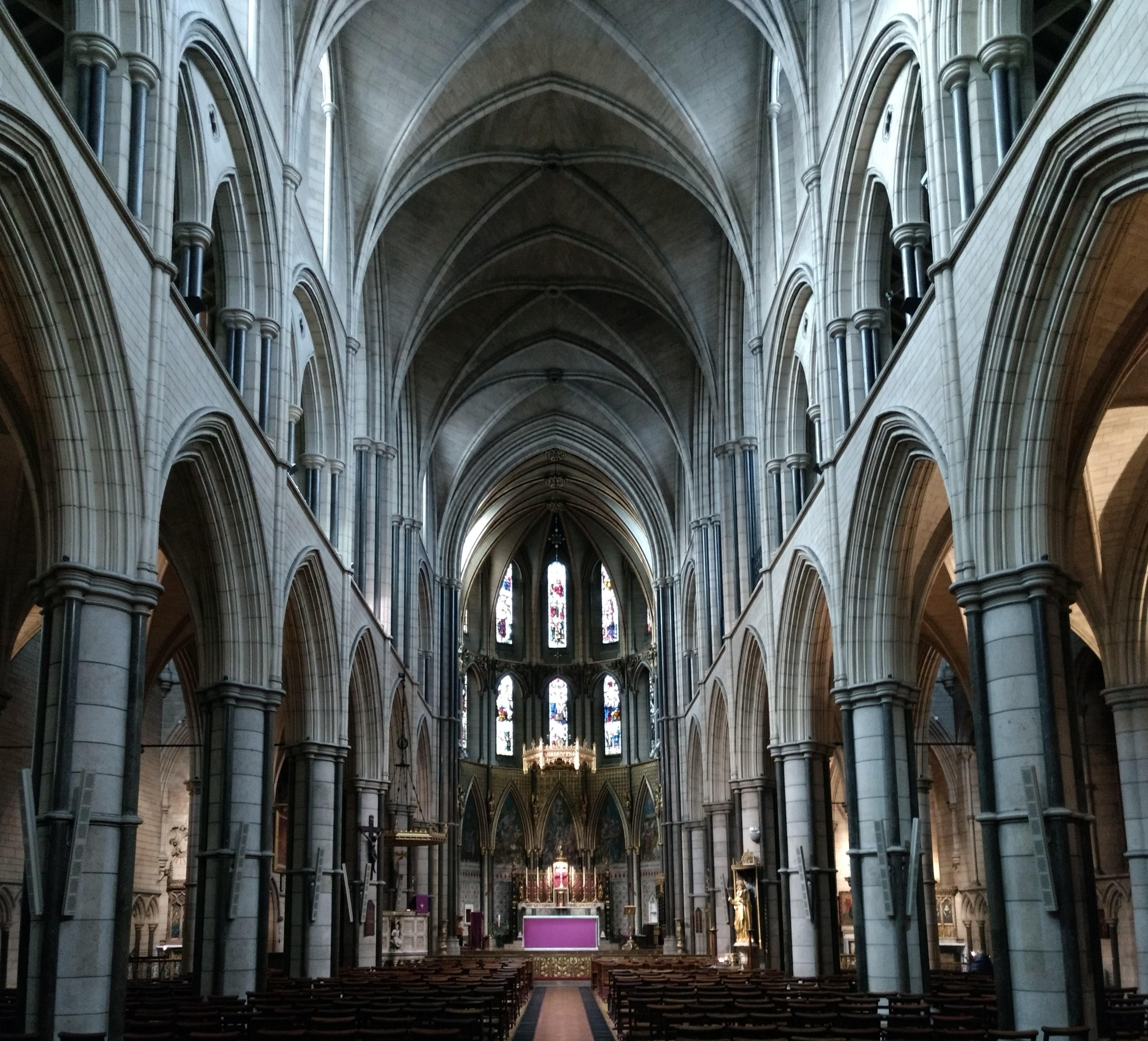
Intérieur de l'église

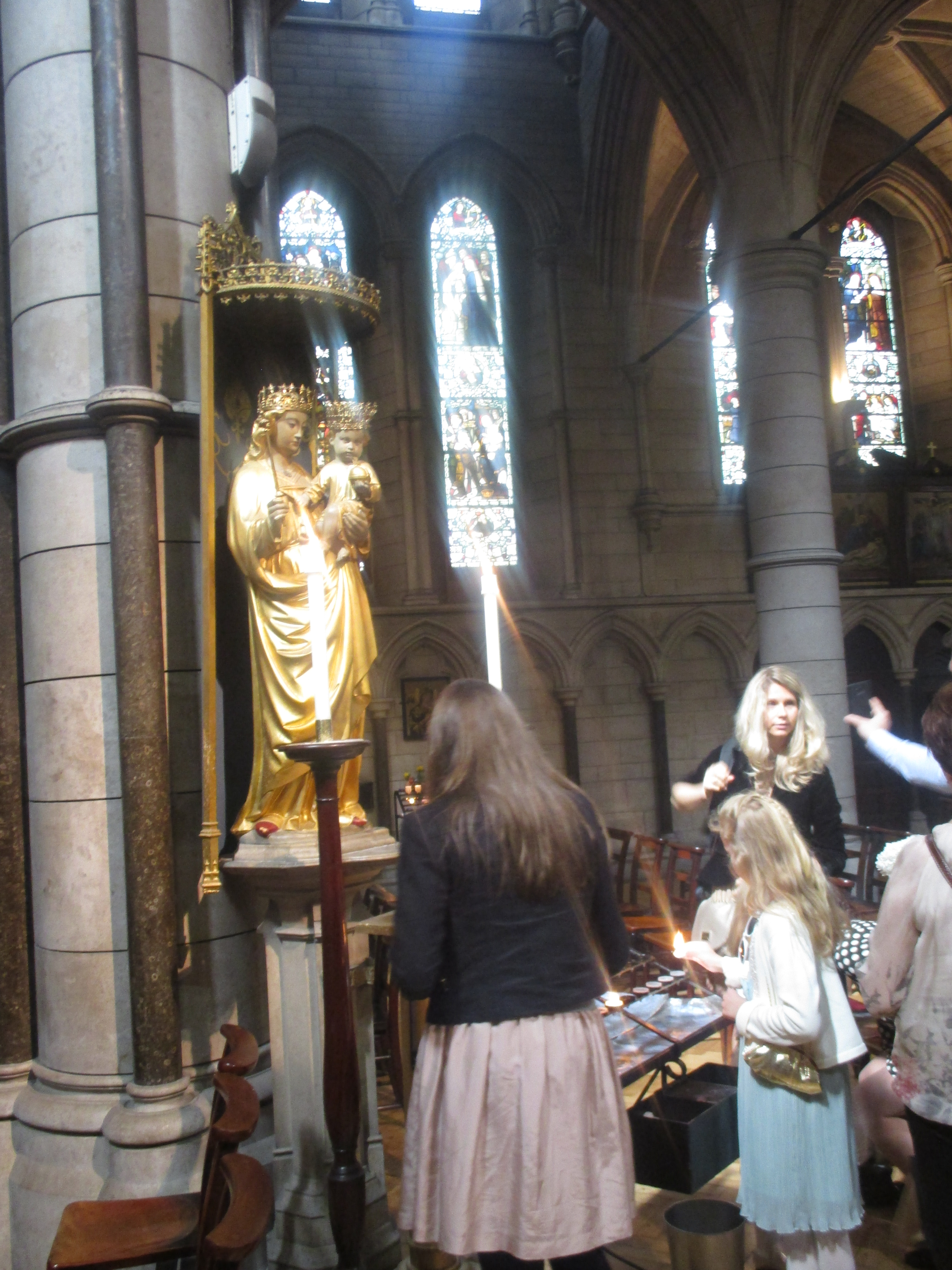
Statue de Notre Dame, Reine du Ciel (1840)

L'église est de style néogothique et construite en pierre. Sa pureté de ligne est accentuée par la hauteur de la nef. Les arches de la nef sont soutenues par des piliers enrichis de colonnettes de marbre. le porche d'entrée donnant sur George Street est construit sur le modèle de celui de la cathédrale de Lichfield. Certains détails de l'église sont inspirés des églises gothiques anglaises du XIIIe siècle,.
Le chœur quant à lui est de style gothique français. L'abside est heptagonale et sa moitié basse possède sept arcs décorés d'opus sectile. Le panneau central figure la Pentecôte avec Notre Dame et les Apôtres, tandis que les six autres comprennent les différents symboles de l'Eucharistie. En hauteur au-dessus des stalles du chœur, on remarque deux couronnes sous lesquelles le roi Alphonse XIII et la reine s'asseyaient lorsqu'ils venaient prier à l'église. Une statue de saint Jacques et une autre de sainte Anne se trouvent dans les niches du bout et au-dessus de la table de communion au milieu est suspendue une couronne dorée hexagonale. le sol du chœur est fait de mosaïques dorées.
Du côté de l'épître (Blandford Street), on remarque une grande statue de marbre de saint Jacques le Majeur, patron de l'église, et dans la nef à droite une statue de Notre-Dame, Reine du Ciel, dorée à la feuille d'or (sauf les souliers de couleur rouge). Elle date de 1840.

## Liturgie
La messe est célébrée selon le rite ordinaire et selon le rite extraordinaire (missel de 1962 en latin). Une messe solennelle est célébrée en latin les dimanches et fêtes d'obligation avec procession et accompagnée des grandes orgues et de chant grégorien par une chorale fort réputée. Des vêpres solennelles sont aussi chantées de temps à autre par la chorale accompagnée des grandes orgues. Le sacrement de confession est donné tous les jours.

## Orgue
Le grand orgue du triforium en haut du chœur (à droite) date de 1922 de chez Alfred Hunter and Sons de Clapham. Il est fort réputé à Londres grâce à un son original. 

## Transports
- L'église est reliée aux lignes d'autobus 2, 13, 74, 139 et 274.
- Les stations de métro les plus proches sont Baker Street et Bond Street.